# Sits
Sits is een handbeschilderde stof.

Kassakijntjen uit de collectie van het Zuiderzeemuseum

Dit soort katoen werd vanaf de zeventiende eeuw ingevoerd uit Voor-Indië (het huidige India). Het bewerkelijke, dure sits kende allerlei toepassingen. Het werd onder meer in de rok en jak van Friese streekdrachten verwerkt, maar ook in de klederdracht van Marken en in Spakenburg.
Het fijne, soepele sits was behalve mooi, ook heel praktisch. Gekleurde kostuumonderdelen van sits konden gewassen worden. Men hoefde niet bang te zijn dat het patroon snel vervaagde, zoals bij bedrukt linnen. De stof ontwikkelde zich tot een mode-item. Het werd niet alleen in streekdrachten en door de burgerij gedragen. Ook paste men het toe in interieurs van huizen. Zodoende voerde de Vereenigde Oostindische Compagnie een levendige handel in sits. De vraag ernaar was echter groter dan de aanvoer uit de oost. Om toch te kunnen leveren, werden er ook in Europa sitsdrukkerijen gevestigd. In eerste instantie in het diepste geheim. De eerste sitsdrukkerij van Europa werd gevestigd in Amersfoort. In de zeventiende eeuw telde Amsterdam meer dan 30 sitsdrukkerijen.
Tijdens de Gouden Eeuw was het exotische en met bloemen beschilderde sits nog voorbehouden aan de welgestelde burgerij. Die liet er onder meer Japonse rokken en damesjakken van maken. Pas in de achttiende eeuw werd sits voor iedereen bereikbaar. Vooral in de noordelijke kuststreken en langs de Zuiderzee was het materiaal populair. Omstreeks 1770 waren er sitsen in vele kwaliteiten te koop; van het echte beschilderde sits uit de Oost, tot katoentjes die in Europa werden bedrukt en een stuk goedkoper waren. Tegen het eind van de eeuw was de stof alledaags geworden. Het bonte katoen raakte zelfs uit de gratie, omdat de nieuwe mode eenvoud en witte stoffen voorschreef. Alleen in de streekdracht kon het sits zich handhaven, zoals in de zondagse vrouwenkledij uit Hindeloopen. Bij feestelijke gelegenheden droeg de vrouw een kort jakje, 'het kassakijntjen', of een getailleerde lange mantel, de 'wentke'. Beide zijn vanaf midden achttiende eeuw bijna altijd van sits. Voor feestelijke gelegenheden kon de kleur rood zijn of groen. Maar voor de bruidsdracht was de sits wit met rode bloemranken. Deze stof werd dan 'melk en bloed' genoemd. Bij rouw werd een sits gebruikt die blauwe bloemen op een wit fond had. In Hindeloopen en Bunschoten-Spakenburg worden nog steeds sitsmotieven geschilderd.

## Afbeeldingen

Indische sits, 18e eeuw, Rijksmuseum Amsterdam
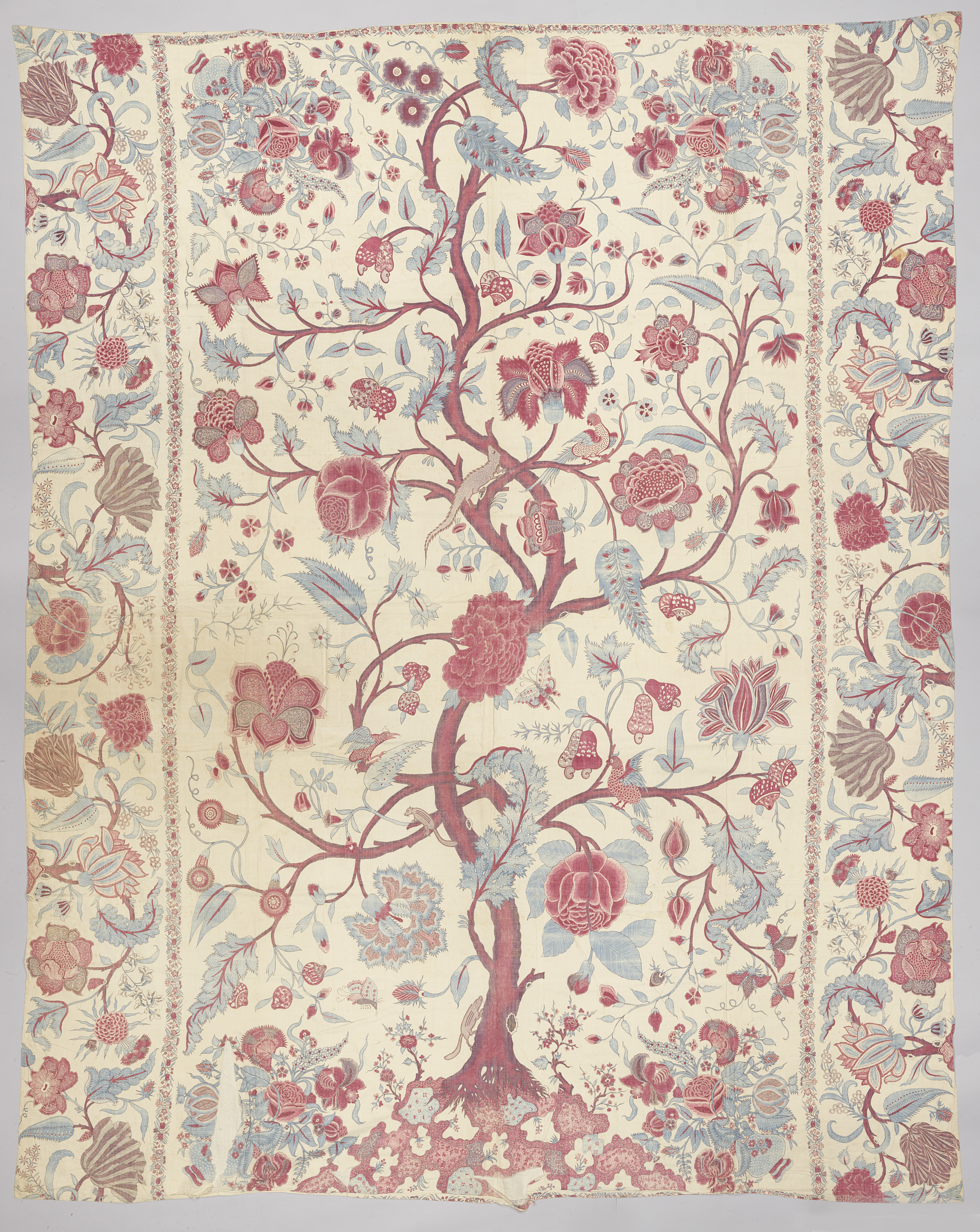
Indische sits, 18e eeuw, Rijksmuseum
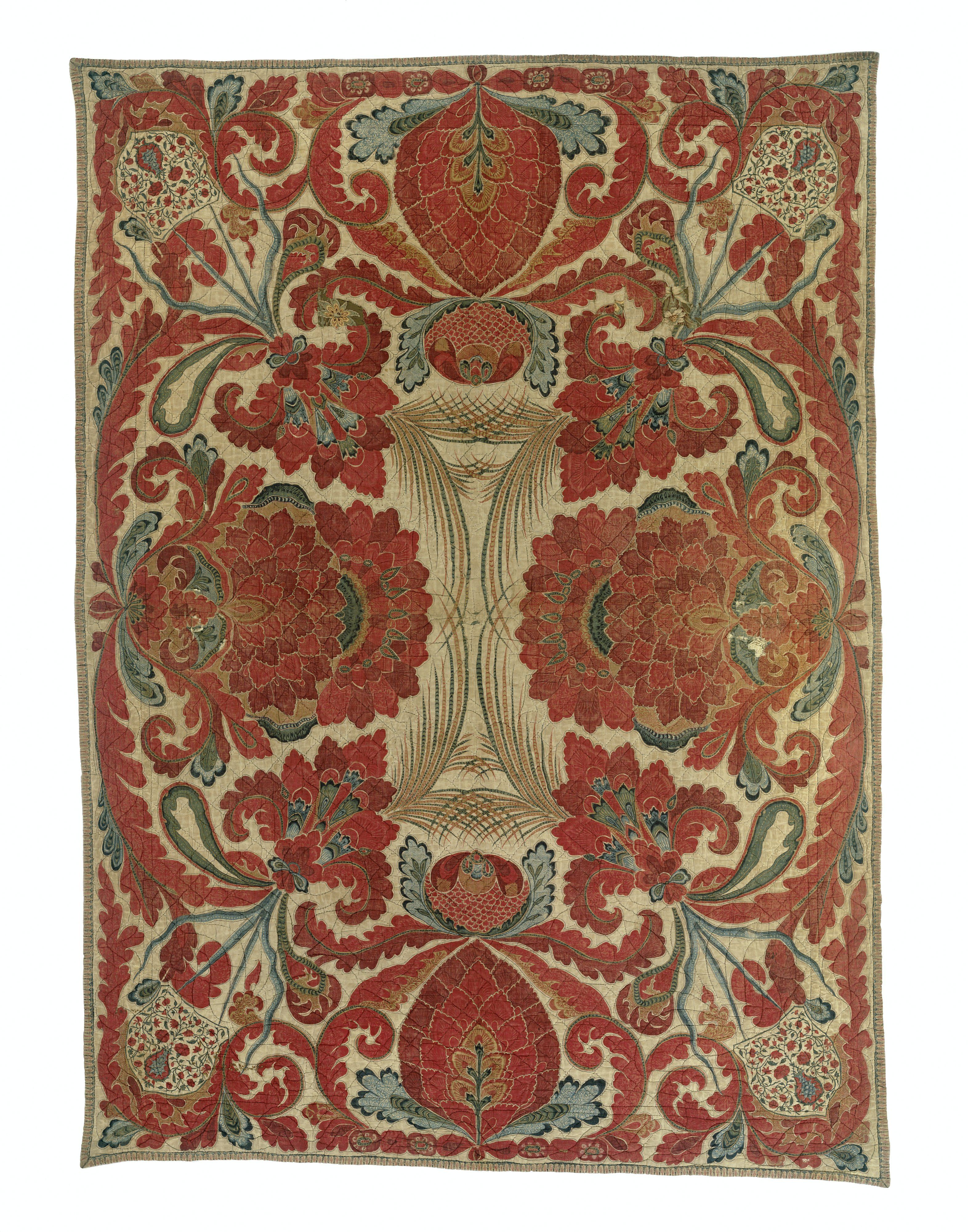
Deken van sits, gewatteerd en gevoerd met rode katoen, Rijksmuseum